# 동물, 원
"동물, 원"(Garden, Zoological)은 한국에서 제작된 왕민철 감독의 2019년 다큐멘터리 영화이다. 김정호 등이 주연으로 출연하였고 정혜경 등이 제작에 참여하였다.

## 출연

### 주연
- 김정호
- 전은구
- 장상기
- 신용묵
- 권혁범
- 박영식
- 김혜민
- 강인수

## 기타
- 프로듀서: 이왕형
- 제작지원: 권혁범
- 제작지원: 박영식
- 공동제작: 이수정
- 협력프로듀서: 이예리
- 음향: 이선영
- 음향편집: 배유리
- 음향편집: 박수희
- 음향편집: 공나현
- 믹싱: 공태원
- 사운드: 공태원
- 음악지원: 진선
- 음악지원: 신지용
- B카메라: 정현진
- 디지털색보정: 김재민
- 디지털처리: 김재민
- 배급총괄: 김일권
- 국내배급: 김혜림
- 국내배급: 이현경
- 해외배급: 강봉수
- 마케팅홍보: 오보라
- 마케팅홍보: 안미진
- 콘텐츠유통총괄: 김재민
- 콘텐츠유통책임: 김태원
- 콘텐츠유통책임: 이정하
- 콘텐츠유통진행: 김나현
- 콘텐츠유통진행: 김다한
- 콘텐츠유통진행: 김무연
- 콘텐츠유통진행: 정현목
- 콘텐츠유통진행: 정지선
- 콘텐츠유통진행: 차효은
- 콘텐츠유통진행: 이정화
- 콘텐츠유통진행: 이윤기
- 예고편: 변상수
- 예고편: 이연화
- 영문번역: 이예리